# Allan Campbell (homme politique canadien)
Pour les articles homonymes, voir Allan Campbell et Campbell.
Allan V. Campbell (né le 21 mai 1969 à Souris à l'Île-du-Prince-Édouard) est un ancien homme politique canadien. Il était un député qui représente la circonscription de Souris-Elmira à l'Assemblée législative de l'Île-du-Prince-Édouard à l'élection du lundi 28 mai 2007 jusqu'il fut défait par le progressiste-conservateur Colin LaVie lors de l'élection du lundi 3 octobre 2011.